# Schwarzer Baumfarn
Der Schwarze Baumfarn (Sphaeropteris medullaris, synonym Cyathea medullaris) ist ein Baumfarn aus der Gattung Sphaeropteris. 

## Beschreibung
Er kann bis zu 20 m hoch wurden. 

## Verbreitung und Systematik
Sein Verbreitungsgebiet erstreckt sich über den südwestlichen Pazifik von Fidschi über Neuseeland bis Pitcairn.